# Клишоногий друг
«Клишоногий друг» (рос. «Косолапый друг») — радянський чорно-білий художній фільм 1959 року, знятий на Кіностудії ім. М. Горького.

## Сюжет
Стереофільм. Циркова кіноповість за сценарієм, спочатку написаним Михайлом Вольпіним і Миколою Ердманом для мультиплікації. Старий дресирувальник Лєснов недолюблював молодь. Особливо дратував Лєснова його асистент Сергій Куріхін, який вважав себе цілком підготовленим для самостійного виступу на арені. Якось у цирк прибула комісія, щоб відібрати найкращі номери на молодіжний фестиваль. Молоді артисти пішли до Лєснова й попросили дозволити Куріхіну виступити перед комісією. Але Лєснов їх вигнав. І все ж Куріхін виступив увечері в цирку, тому що Лєснов несподівано захворів. Однак Куріхін провалився. Старий ведмідь Дефорж відмовився йому підкорятися. Цілу ніч Сергій не спав, губився в здогадах, що спричинило наглий опір ведмедя. А на ранок асистентка Тамара повідомила Сергієві, що Дефорж хворий. Ветеринарний лікар запідозрила у ведмедя сказ і розпорядилася його приспати. Насправді ж ведмідь просто сумував за своїм старим дресирувальником. Дізнавшись про це, Куріхін поспішив у цирк, щоб врятувати Дефоржа. Поступово Лєснов розуміє хибність своєї позиції стосовно до молоді. Він допомагає Сергію Куріхіну підготувати цікавий номер.

## У ролях
- Микола Боголюбов — Лєснов, дресирувальник ведмедів
- Людмила Чернишова — Марія Іванівна, дружина дресирувальника Лєснова
- Юрій Дєдович — Сергій Куріхін, берейтор
- Тетяна Конюхова — Валентина, дресирувальниця собак
- Катерина Савінова — Тамара, асистентка Лєснова
- Олег Попов — Женя, молодий клоун (озвучив Ісай Гуров)
- Костянтин Сорокін — директор цирку
- П. Аверічева — Зінаїда Петрівна, костюмерка
- Тетяна Пельтцер — ветеринарний лікар
- Сергій Філіппов — офіціант на пароплаві
- Сергій Любимов — Василь Васильович, клоун
- В. Мільохіна — Звонкова, наїзниця
- Вільгельм Асмус — епізод
- Георгій Бобинін — двірник в цирку
- Володимир Дуров — член комісії
- Т. Константинова — епізод
- Віра Орлова — буфетниця на пароплаві
- С. Ротмістров — епізод
- В. Херц — епізод
- Гліб Лапіадо — жокей
- Тамара Рокотова — акробатка на коні
- Володимир Кунін — акробат
- Галина Торбєєва — акробатка
- Валентина Суркова — акробатка
- Степан Разумов — повітряний гімнаст
- Поліна Чернега — повітряна гімнастка
- Георгій Мілляр — глядач в цирку
- Іван Лобизовський — диригент
- Микола Богатирьов — молодий Лєснов

## Знімальна група
- Режисер-постановник — Володимир Сухобоков
- Сценаристи — Михайло Вольпін, Микола Ердман
- Оператор-постановник — Дмитро Суренський
- Композитор — Андрій Волконський
- Художник-постановник — Марія Фатєєва